# Felton (Minnesota)
Felton es una ciudad ubicada en el condado de Clay en el estado estadounidense de Minnesota. En el Censo de 2010 tenía una población de 177 habitantes y una densidad poblacional de 66,61 personas por km².

## Geografía
Felton se encuentra ubicada en las coordenadas 47°4′30″N 96°30′20″O / 47.07500, -96.50556. Según la Oficina del Censo de los Estados Unidos, Felton tiene una superficie total de 2.66 km², de la cual 2.66 km² corresponden a tierra firme y (0%) 0 km² es agua.

## Demografía
Según el censo de 2010, había 177 personas residiendo en Felton. La densidad de población era de 66,61 hab./km². De los 177 habitantes, Felton estaba compuesto por el 98.87% blancos, el 0% eran afroamericanos, el 0% eran amerindios, el 1.13% eran asiáticos, el 0% eran isleños del Pacífico, el 0% eran de otras razas y el 0% pertenecían a dos o más razas. Del total de la población el 2.82% eran hispanos o latinos de cualquier raza.